# René Revol
René Revol   (La Mura, 22 de novembre de 1947) és un polític francès d'esquerres antiliberalista. Ha estat militant i dirigent, a Grenoble, de l'Organització Comunista Internacional i de les seves versions, de les quals es va separar després per a enrolar-se a l'«altra esquerra». Va participar en la creació del Partit d'Esquerra. Des de 2008 és alcalde de Grabèls. Es presentà a les Eleccions regionals franceses de 2010 al Llenguadoc-Rosselló amb la coalició Front d'Esquerra.
També fa de professor de ciències econòmiques i socials en un institut de batxillerat a Nimes.